# 観測的宇宙論
観測的宇宙論（かんそくてきうちゅうろん、英: Observational cosmology）は、望遠鏡や宇宙線などの観測により、宇宙の起源、進化、構造を研究する学問である。

## 20世紀までの観測的宇宙論

### 一般相対性理論発表以前
銀河が多くの星々から成り立っているという説を唱えたのは、紀元前400年頃のギリシャのデモクリトスであるが、これは観測に基づくものではなかった。1609年にガリレオ・ガリレイが望遠鏡を使って天の川を観測し、天の川が無数の恒星の集まりであることを確認した。1788年にウィリアム・ハーシェルが恒星の見かけの明るさを距離に対応づけることにより、天の川の直径、厚みを推測した。20世紀に入り、正確な構造が観測されている。

### ハッブルの法則と宇宙の距離はしご
1916年にアインシュタインにより一般相対性理論が発表され、一様等方宇宙の仮定のもとでは宇宙が膨張、収縮するフリードマン・ルメートル・ロバートソン・ウォーカー計量（FLRW計量）が得られた。アインシュタインは宇宙は永遠不変という信念のもとに宇宙項をアインシュタイン方程式に付加することにより、時間不変な宇宙の厳密解を導出した。
1929年に、エドウィン・ハッブルとミルトン・ヒューメイソンにより、天体が我々から遠ざかる速さとその距離に比例関係があるという、ハッブルの法則が発表された。この時に用いられたケフェイド変光星の変光周期と絶対光度の関係は、その後の観測から修正がなされており、ハッブルパラメータは現在の値と比べて1桁程度大きいが、宇宙が膨張している証拠とされた。
天体の距離に関しては宇宙の距離梯子が用いられ、様々な天体に対しての距離測定がなされている。特に最近は年周視差の観測精度が向上しており、半径1000パーセク程度の範囲の星の距離は、19%以下の誤差で定めることができる。

### 宇宙マイクロ波背景放射の発見
宇宙が膨張していることの証拠が観測されたのち、宇宙に存在する元素の起源が原子核物理の分野から研究されるようになった。現在の宇宙に存在する水素やヘリウムの存在比から、宇宙初期の元素合成が研究され、宇宙は高温状態から急激に膨張して冷却されたことが推測された（アルファ・ベータ・ガンマ理論）。1948年にジョージ・ガモフにより、宇宙は初期に高温高圧の状態であったビッグバン宇宙モデルが提唱された。
宇宙が初期に高温高圧の状態であり、膨張によって冷却されて現在の宇宙に至ったとすると、過去の高温状態の痕跡が宇宙に存在すると考えられる。1965年にアーノ・ペンジアスとロバート・ウッドロウ・ウィルソンにより、宇宙マイクロ波背景放射（CMB）が観測された。この放射は、過去に高温状態の宇宙から放出されたもので、宇宙膨張により波長が伸びてマイクロ波として観測される。

## 現代の観測的宇宙論

### 宇宙の大規模構造
銀河は数十から数千集まって銀河群、銀河団を形成し、それらがさらに集まって超銀河団を形成している。それより大きな空間的スケールで、天体の分布がどのようになっているのだろうか。
1980年代になされたCfA赤方偏移サーベイにより、銀河が密集している領域とまばらな領域が存在することが明らかになった。その構造はあたかも石鹸の泡のように、石鹸水と空気のようになっており、石鹸水の領域には銀河が密集し、空気の領域には銀河がほとんど存在しない。このような構造を宇宙の大規模構造という。
宇宙の大規模構造については2dF銀河赤方偏移サーベイ、スローン・デジタル・スカイサーベイなどがなされている。スローン・デジタル・スカイサーベイ以前の観測では、扇型の領域を観測するものの、その扇の「厚み」方向は薄かった。一方でスローン・デジタル・スカイサーベイは北天を円錐状に観測し、広大な宇宙の3次元地図を作成している。

### 宇宙マイクロ波背景放射のゆらぎ
1989年に打ち上げられたCOBE衛星により、宇宙マイクロ波背景放射が非常に高い精度でプランク分布に従うことが明らかにされた。その後、宇宙初期の構造形成の「種」として、わずかな温度揺らぎが存在することが明らかにされた。
宇宙マイクロ波背景放射はその後、WMAP衛星、プランク衛星により極めて高精度で観測され、さらにこれらを用いて宇宙パラメータを精密に求めることなどがなされている。

## 将来の観測的宇宙論

### ニュートリノ天文学
ニュートリノは恒星内の核融合や超新星爆発、宇宙線の崩壊などによって生じる。宇宙から飛来するニュートリノを観測し、天文現象を解明する学問がニュートリノ天文学である。
もともとは太陽の核融合反応に寄って生じる太陽ニュートリノの観測がなされていたが、観測されるニュートリノが理論値の3分の1しかないという問題が発見された（太陽ニュートリノ問題）。
小柴昌俊らのグループが用いていたカミオカンデは、陽子崩壊の観測のほかに太陽ニュートリノの検出を行えるようにしていた。1987年2月23日、超新星SN 1987Aが発生し、そこから生じたニュートリノが検出された。このことから超新星爆発の理論モデルが検証された。

### 重力波天文学
一般相対性理論によると、重力は重力波と呼ばれる波によって伝わると予言される。この重力波を用いて天文現象を解明する学問が重力波天文学である。現在、アメリカのLIGO、ヨーロッパのVirgo、GEO600などの重力波干渉計により観測が進められている。また、日本でもTAMA300により実証実験がなされ、岐阜県の神岡鉱山内にKAGRAを建設中である。
重力波干渉計による重力波の直接観測により、連星中性子星や連星ブラックホールの衝突、超新星爆発などが捉えられると期待される。また、重力波が宇宙背景放射に与える偏光から、宇宙背景放射の偏光を観測することにより、宇宙初期の背景重力波の検出ができると期待される。